# Ганнон Старший
Ганнон Старший (фінік. 𐤇‬𐤍‬𐤀, *д/н — бл. 204 до н. е.) — військовий діяч Карфагенської держави часів Другої Пунічної війни. Не слід плутати з Ганноном, сином Бомількара.

## Життєпис
Належав до аристократичного роду, але якого саме достеменно невідомо. Брав участь в італійському поході Ганнібала, але не очолював самостійно війська до 215 року до н. е. Після відплиття Магона Барки до Карфагену, Ганнона (був заступником Магона) призначається командувачем в Бруттії. Продовжував підкорювати проримські міста. На зворотному шляху до Кампанії атакований біля Грументу Тиберієм Семпронієм Лонгом, зазнавши поразки. Втративши в цьому бою близько 2 тис. вояків, Ганнон був змушений відступити до Бріттія. Тут отримав підкріплення в кількості 4 тис. кінноти і 40 слонів, яких наварх Бомількар висадив неподалік Локр. Потім Ганнон з'єднався з Ганнібалом біля Ноли в тому ж році. Він брав участь у Третій битві при Ноле влітку 215 року до н. е. Після цієї битви Ганнібал відправив Ганнона з військом назад до Бруттія
Невдовзі за цим захопив Кротон. В результаті лише Регія залишився під владою римлян. Потім рушив на з'єднання з Ганнібалом, але на початку 214 року до н. е. в битві біля Беневенто, де зазнав нищівної поразки від римлян на чолі із проконсулом Тиберієм Семпронієм Гракхом. Ганнон зміг відступити до Бруттія лише з 2 тис. вояків. Його становище покращилося після перемоги в Бруттії над військом союзних римлянам луканців на початку 213 року до н. е.
У 212 році до н. е. Ганнібал доручив Ганнонові організувати доставку харчів до Капуї, якій загрожувала облога. Ганнон уникнув зіткнення з армією Тиберія Семпронія Гракха в Луканії, ухилився від зустрічі з арміями обох консулів в Самніумі, і нарешті, досяг Беневента. Тут він зміцнився в таборі на пагорбі і став збирати провіант від своїх союзників в Самніумі, потім запросив транспорт у капуанців, щоб перевезти харчі з табору до Капуї. Поки капуанці без особливого поспіху збирали транспорт для свого обозу, Квінт Фульвий Флакк встиг розвідати про це через вірних Риму італіків, і раптово напав на табір Ганнона, коли більша частина війська була зайнята збором фуражу. І хоча карфагенянам вдалося відбити перший натиск супротивника, римляни, натхненні хоробрими діями союзної італійської когорти, врешті-решт перемогли, захопивши всі припаси і вози разом з табором.
Після цього Ганнон, будучи не в змозі зробити що-небудь для Капуї, повернувся до Бруттія, знову уникнувши зустрічі з римськими арміями, які намагалися перехопити його. В подальшому ймовірно діяв у Бруттії та Луканії. 207 року дон. е. згадується у боях біля Метапонту.
206 року до н. е. його було відправлено до Іспанії для збору нових найманців. Діяв спільно з Магоном Баркою в центральній частині серед кельтіберів. За цим вони рушили до Гадесу. Магон відправив Ганнона проти римлян на чолі з Марком Юнієм Сіланом, але зазнав нищівної поразки, потрапивши у полон. Помер тут близько 204 року до н. е.